# Åke Anjou
Axel Åke Anjou, född 16 juni 1896 i Torshälla församling, Södermanlands län, död 15 januari 1963 i Ödeborgs församling, Älvsborgs län,, var en svensk bruksägare.
Anjou blev bergsingenjör 1920 och blev 1939 ägare av Ödeborgs bruk i Ödeborg. Han var från 1933 generalrapportör för järnverkens energifrågor vid världskonferensens sektionsmöte i Stockholm 1938 och sakkunnig vid tillsättandet av professuren i värmeteknik och maskinlära vid Tekniska högskolan. Anjou utgav även flera arbeten i metallurgiska och värmetekniska ämnen.